# マリアノ・ガラルサ
マリアノ・ガラルサ（Mariano Galarza、1986年11月12日 - ）は、アルゼンチンの元ラグビー選手。

## プロフィール
- アルゼンチン・ブエノスアイレス出身。
- 現役時代のポジションはロック(LO)。
- 身長 202cm、体重 116kg
- アルゼンチン代表通算キャップ数は26でラグビーワールドカップ2011・ラグビーワールドカップ2015のアルゼンチン代表に選ばれた[1]

## 略歴
パンパス、レンスター、ウスター・ウォリアーズ、グロスター、ボルドーを経て、2019年、バイヨンヌに加入。 
2022年、現役を引退した。